# Qualea amapaensis
Qualea amapaensis är en tvåhjärtbladig växtart som beskrevs av H. Balslev och S.A. Mori. Qualea amapaensis ingår i släktet Qualea och familjen Vochysiaceae. Inga underarter finns listade i Catalogue of Life.